# Lourdes Gurriel
Artikeln följer den spanska namnseden; faderns efternamn är Gurriel och moderns efternamn Delgado.
Lourdes Gurriel Delgado (första efternamnet tidigare stavat Gourriel), född den 9 mars 1957 i Meneses i Municipio de Yaguajay, är en kubansk före detta basebollspelare som tog guld för Kuba vid olympiska sommarspelen 1992 i Barcelona.
Gurriel är far till Yulieski Gurriel och Lourdes Gurriel Jr, vilka också är framgångsrika basebollspelare som båda spelat i Major League Baseball (MLB).